# نادي ساكالي لكرة السلة
نادي ساكالي لكرة السلة (بالليتوانية: Vilniaus Sakalai)‏ كان فريق كرة سلة ليتواني للمحترفين تأسس في سنة 1991 يقع مقره في فيلنيوس. كان يلعب في الدوري الليتواني لكرة السلة ودوري البلطيق لكرة السلة. تم حل الفريق في سنة 2013.

## أبرز اللاعبين
من أبرز اللاعبين الذين لعبوا معه:
- أندريوس جيدريتيس
- ميندوجاس كوزمينسكاس
- رينالداس سيبوتيس
- سيماس جاسيتيس